# ستيفان تيرليزكي
ستيفان تيرليزكي، (29 أكتوبر 1927 - 21 فبراير 2006) كان سياسيًا محافظًا بريطانيًا شغل منصب عضو البرلمان عن كارديف الغربية من 1983 إلى 1987. ولد في أنتونيفكا هي الآن غرب أوكرانيا ولكنها كانت آنذاك جزءًا من بولندا. عاش Terlezki الحياة في كل من ألمانيا النازية، والاتحاد السوفيتي، مما جعله صوتًا قويًا ضد الحكومات الاستبدادية. ٱسند له نيشان الامبراطورية البريطانية من رتبة قائد.

## حياته المبكره و اسرته
نشأ تيرليزكي في مجتمع زراعي قريب من أنتونيفكا، حيث كان أول معلم له في مدرسة القرية هو الشاعره الأوكرانيه ماريكا بيدهيريانكا. كان والده أولكسا تيرليتسكي مزارعًا فلاحًا عمل أيضًا في مصنع الطوب، حيث نظم اعتصامًا احتجاجًا لساعات عمل أقصر. أدى ذلك إلى سجنه من قبل السلطات البولندية.

## زمن الحرب
احتلت القوات الروسية غرب أوكرانيا في عام 1939 ثم ضمتها إلى الاتحاد السوفيتي. تم تصنيف أحد أعمام تيرليزكي على أنه كولاك بعد أن دفع لبعض الجيران للمساعدة في الحصاد. تم القبض عليه وترحيله إلى سيبيريا، وهو مصير عانى منه أيضًا العديد من أبناء عموم تيرليزكي، الذين كانوا طلابًا يشتبه في انتمائهم إلى القومية الأوكرانية. كان أولكسا تيرليتسكي قد رحب في البداية بالشيوعيين وأصبح رئيس قرية أنتونيفكا لكنه استقال لاحقًا.
بعد الغزو الألماني في عام 1941، أخذ ستيفان تيرليزكي  ليعمل  في إصلاح جسر للسكك الحديدية فوق نهر دنيستر، الذي تضرر أثناء انسحاب الجيش الأحمر. كما شهد مقتل يهود ألقاهم جنود ألمان من الجسر البري المجاور. كما أرسله والده في مهام لمساعدة القرويين اليهود من خلال الحصول على شهادات معمودية مزورة لهم.

## فتره العبودية
في عام 1942، ذهب الألمان إلى مدرسة تيرليزكي ووضعوا قائمة بالأطفال الذين سيتم إرسالهم إلى الرايخ الثالث للعمل كعبيد، بما في ذلك تيرليزكي البالغ من العمر 14 عامًا. بعد عدة أسابيع في معسكرات الاعتقال، أصبح جزءًا من شحنة تم إرسالها في عربات الماشية بالسكك الحديدية إلى مركز توزيع العبيد في النمسا.
تم توجيه معظم شحناته من العبيد للعمل في مصنع في غراتس، لكن تم بيع الصغار في سوق العبيد في فويتسبرج، شتايرمارك تم شراء تيرليزكي من قبل هانسل بومر، الذي تم تجنيده في كريغسمارينه بألمانيا النازية وكان يبحث عن شخص ليحل محله في مزرعة عائلته.
عمل تيرليزكي في المزارع بالقرب من فويتسبرج بين عامي 1942 و1945، ولم ينقطع إلا بسبب حفر خنادق للدفاعات الألمانية في باد رادكرسبيرج وسجن لمدة ثلاثة أسابيع بعد اعتقاله من قبل الجستابو بتهمة العصيان. (كان قد اشتكى من معاملة أسرى الحرب البريطانيين).